# 8 iunie
ianuarie • februarie • martie  • aprilie  • mai  • iunie  • iulie  • august  • septembrie  • octombrie  • noiembrie  • decembrie
8 iunie este a 159-a zi a calendarului gregorian și ziua a 160-a în anii bisecți. Mai sunt 206 zile până la sfârșitul anului.

## Evenimente

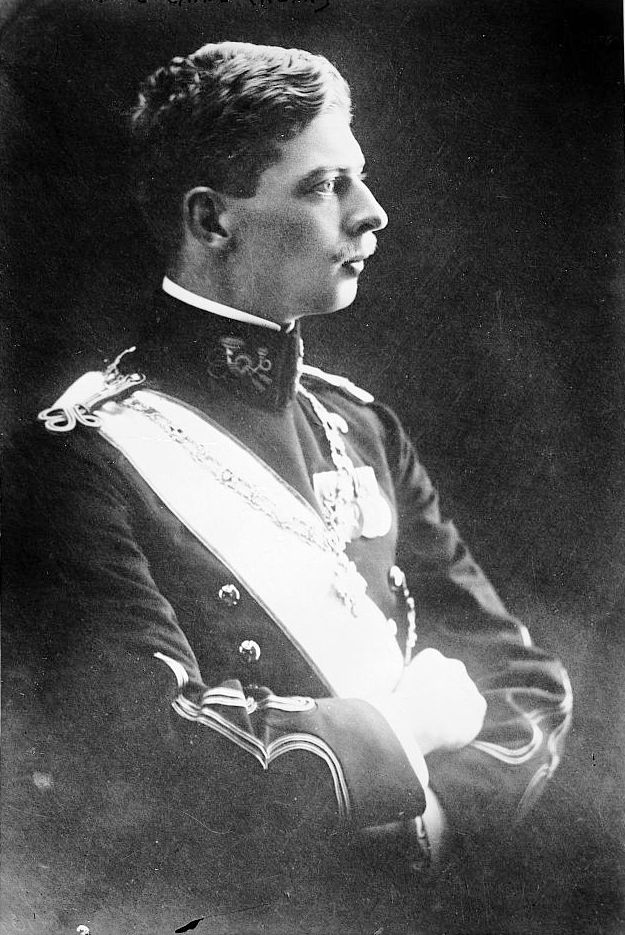
1930: Prințul Carol devine rege al României.

- 1838: La Colegiul Sf. Sava a fost deschisă prima bibliotecă publică din București.
- 1897: Cinematograful „Lumière" a prezentat primele trei subiecte de actualități românești, filmate la 10 mai 1897, de către operatorul Paul Menu, din inițiativa ziarului L’Indépendance Roumaine.
- 1922: La Belgrad are loc nunta principelui Alexandru al Iugoslaviei cu principesa Maria a României. Totodată se desfășoară primul meci din istoria echipei naționale de fotbal a României. Partida Iugoslavia-România se termină cu scorul de 1-2.
- 1930: Parlamentul îl proclamă pe Prințul Carol de Hohenzollern-Sigmaringen ca rege al României sub numele de Carol al II-lea.
- 1995: A fost lansată naveta „Discovery", această misiune marcând al 100-lea zbor spațial american cu personal uman la bord (Cap Canaveral, Florida).
- 2004: Pentru prima dată după 1882, s-a produs un fenomen astronomic deosebit: planeta Venus a trecut prin fața Soarelui, între orele 05:20 și 11:24 GMT, fenomen observat de peste trei sferturi din populația Terrei.

## Nașteri
- 1593: Gheorghe Rákóczi I, principe al Transilvaniei (d. 1648)
- 1625: Giovanni Domenico Cassini, matematician, astronom, inginer și astrolog italo-francez (d. 1712)
- 1671: Tomaso Albinoni, compozitor și violonist italian (d. 1751)
- 1745: Caspar Wessel, matematician și cartograf norvegiano-danez (d. 1818)
- 1761: Juliane de Hesse-Philippsthal, contesă și regentă de Schaumburg-Lippe (d. 1799)
- 1810: Robert Schumann, compozitor german (d. 1856)
- 1825: Charles Joshua Chaplin, pictor francez (d. 1891)
- 1829: John Everett Millais, pictor englez (d. 1896)
- 1851: Arsène d'Arsonval, medic, fizician și inventator francez (d. 1940)
- 1882: György Ádám, scriitor și filozof maghiar din Transilvania (d. 1906)
- 1886: Alvar Cawén, pictor finlandez (d. 1935)
- 1895: Santiago Bernabéu Yeste, fotbalist și antrenor spaniol de fotbal (d. 1978)
- 1903: Margueritte Yourcenar, scriitoare franceză (d. 1987)
- 1916: Francis Crick, cercetător englez, laureat al Premiului Nobel (d. 2004)
- 1921: Suharto, președintele Indoneziei (1967-1998) (d. 2008)
- 1925: Barbara Bush, soția președintelui american George H. W. Bush (d. 2018)
- 1927: Jerry Stiller, actor, comedian și autor american (d. 2020)
- 1933: Joan Rivers, actriță americană (d. 2014)
- 1934: Petru Codrea, jurnalist, profesor, scriitor și consultant media român (d. 2010)
- 1935: Victor Frunză, scriitor, disident și jurnalist român (d. 2007)
- 1936: Robert Floyd, informatician american (d. 2001)
- 1936: Kenneth Wilson, fizician american, laureat al Premiului Nobel (d. 2013)
- 1938: Angelo Amato, cardinal catolic italian
- 1940: Nancy Sinatra, cântăreață și actriță americană
- 1949: Felix Kreichman, economist și politician din Transnistria
- 1951: Bonnie Tyler, cântăreață britanică
- 1954: Soumeylou Boubèye Maïga, politician malian (d. 2022)
- 1955: Tim Berners-Lee, programator englez, inventator al World Wide Web-ului
- 1955: José Antonio Camacho, jucător și antrenor spaniol de fotbal
- 1959: André de Azevedo, pilot brazilian de rally raid
- 1959: Marina Procopie, actriță română (d. 2018)
- 1965: Frank Grillo, actor american
- 1965: Giovanni Cesare Pagazzi, arhiepiscop italian
- 1971: Anna Brzezińska, scriitoare poloneză
- 1971: Radu Muntean, regizor român
- 1972: Adrian Igrișan, muzician român, solistul trupei Cargo
- 1972: Roosevelt Skerrit, politician dominican, prim-ministru din 2004
- 1974: Lindsay Davenport, jucătoare de tenis americană
- 1983: Kim Clijsters, jucătoare de tenis belgiană
- 1983: Pantelis Kapetanos, fotbalist grec
- 1984: Torrey DeVitto, actriță și model american
- 1984: Javier Mascherano, fotbalist argentinian
- 1989: Timea Bacsinszky, jucătoare elvețiană de tenis
- 1997: Jeļena Ostapenko, jucătoare letonă de tenis

## Decese
- 0632: Muhammad, profet al Islamului (n. cca. 570)
- 1701: Filip I, Duce de Orléans, fratele regelui Ludovic al XIV-lea al Franței (n. 1640)
- 1795: Regele Ludovic XVII al Franței (n. 1785)
- 1862: Barbu Catargiu, jurnalist și politician român, prim-ministru al Principatelor Române (n. 1807)
- 1876: George Sand, scriitoare franceză (n. 1804)
- 1905: Prințul Leopold de Hohenzollern-Sigmaringen, tatăl Regelui Ferdinand I al României (n. 1835)
- 1931: Juan de Echevarría, pictor spaniol (n. 1875)
- 1956: Marie Laurencin, pictor francez (n. 1883)
- 1967: Otilia Cazimir, poetă română (n. 1894)
- 1970: Abraham Maslow, psiholog american (n. 1908)
- 1992: Péter Ábel, scriitor, jurnalist, critic și istoric de cinema maghiar (n. 1929)
- 2007: Adrian Pintea, actor român (n. 1954)
- 2007: Richard Rorty, filosof american (n. 1931)
- 2013: Yoram Kaniuk, scriitor israelian (n. 1930)
- 2020: Pierre Nkurunziza, om politic din Burundi (n. 1964)
- 2020: Costin Mărculescu, actor și cântăreț român (n. 1969)

## Sărbători
- Sf. Mucenici Nicandru și Marcian; Aducerea moaștelor Sf. Teodor Stratilat (Calendar ortodox)
- Ziua Mondială a Oceanelor